# Belvedere (Siracusa)
Belvedere (Bedduviriri in dialetto siracusano) è una frazione di Siracusa situata a circa 7 km a ovest della città sulla parte più elevata dell'altopiano siracusano. Fino al 2018 è stata anche una circoscrizione comunale.
Chiamato così per il bel vedere di Siracusa godibile dalla sua altura (tanto che a volte viene chiamato per completezza Belvedere di Siracusa), da cui è possibile vedere il panorama di buona parte del comprensorio, vi abitano circa 7.000 persone dette "belvederesi", in mezzo ai quali ci sono siracusani che si sono spostati dalla città, e quindi la popolazione è in costante crescita in seguito anche alla recente edificazione nell'area a nord della frazione di vari negozi e grandi magazzini che hanno contribuito a formare il cosiddetto "parco commerciale Belvedere", il quale però ricade nel territorio di Melilli, precisamente nella frazione e isola amministrativa di Città Giardino.

## Storia
L'antico borgo agricolo venne fondato nel 1626 da Giuseppe Bonanno Crisafi, principe di Linguaglossa, il quale possedeva una villa nella sottostante Tremilia.
Sulla parte più elevata della collina a 147 metri slm, nel XVII secolo la Regia Marina Militare installò un posto di segnalazione con bandiere e luci per collegare i porti di Augusta e Siracusa, utilizzato anche nel secondo conflitto mondiale e che, proprio per queste caratteristiche luci, successivamente venne definito nella parlata locale come "u semàfuru" (= il semaforo). In effetti la viuzza che collega la parte bassa della frazione con questa altura (a sua volta chiamata in siciliano "u pitollu", in riferimento all'altezza e ampiezza del luogo) è chiamata proprio via Semaforo. In diversi hanno avanzato l'ipotesi che il nome Eurialo (dato poi al castello sito all'entrata dell'Epipoli) sia stato dato prima a questo colle dove è collocato il semaforo; poi vista la somiglianza geografica riguardo all'altitudine, è stato ribattezzato così anche lo sperone dove sorge la fortezza greca.
Nel corso degli anni duemila è sorto un comitato cittadino che propugna l'autonomia amministrativa, analogamente a quanto chiesto a tutt'oggi anche da Cassibile e da Fontane Bianche. Molto è stato fatto in passato, tanto che il suo possibile "innalzamento" a comune finì sulla Gazzetta Ufficiale, ma tutta la questione fu chiusa forse per volere dell'ex provincia di Siracusa che non approvava l'autonomia delle due più grandi frazioni aretusee.
Belvedere dispone inoltre di un cimitero, vicino al cosiddetto "Monte", da un certo momento in poi nella seconda metà dell'Ottocento mai più utilizzato e abbandonato a se stesso a causa di allagamenti che si venivano a creare durante le piogge. Sempre sul Monte, durante il periodo natalizio si svolge il presepe vivente. In epoca più recente, nella parte sottostante è sorto il villaggio Santa Lucia.

## La frazione

### Monumenti e luoghi di interesse
Il castello Eurialo, monumento principale della frazione, venne fatto innalzare da Dionisio I sul punto di convergenza delle due grandi muraglie che chiudevano la terrazza di Epipoli, a difesa di una strada che metteva Siracusa in comunicazione coi suoi campi e con l'interno. L'opera serviva a proteggere i rifornimenti e come base di difesa contro l'assedio. È rimasta l'unica opera militare del periodo greco.
È da menzionare anche l'Ostello della Gioventù, fino a qualche tempo fa importante luogo d'alloggio per i turisti. Oggi è stato sostituito da un luogo adibito ad ospitare attività d'interesse pubblico, ma dalla sua inaugurazione avvenuta a fine 2015 non è ancora stato aperto.
A Belvedere è inoltre presente una parrocchia con le sue due chiese del XVIII secolo, la Chiesa S. Maria della Consolazione e la Chiesa di S. Maria del Paradiso o di S. Sebastiano, punto di riferimento della comunità della frazione.
La suddetta Torre Semaforo di Belvedere è un luogo di indubbia valenza storica dal quale è possibile ammirare un'ampia veduta della città di Siracusa.

### Sport
A Belvedere ci sono storicamente due società calcistiche: l'Associazione Sportiva Dilettantistica Belvedere-Città Giardino (in rappresentanza anche della vicina Città Giardino), fondata nel 1965 e fusasi nel 2016 con il Real Siracusa e diventata Real Siracusa Belvedere con colori prima biancazzurri (l'azzurro è stato il colore storico del Belvedere) e poi biancorossi, con sede e campo di gioco a Siracusa (stadio Nicola De Simone) e militante nel campionato di Eccellenza siciliana; e il Real Belvedere, fondato nel 2011 con colori gialloblù, che milita in prima categoria. Il campo di calcio Simoncini e il pallone tensostatico sono gli unici impianti sportivi di Belvedere.

## Galleria d'immagini

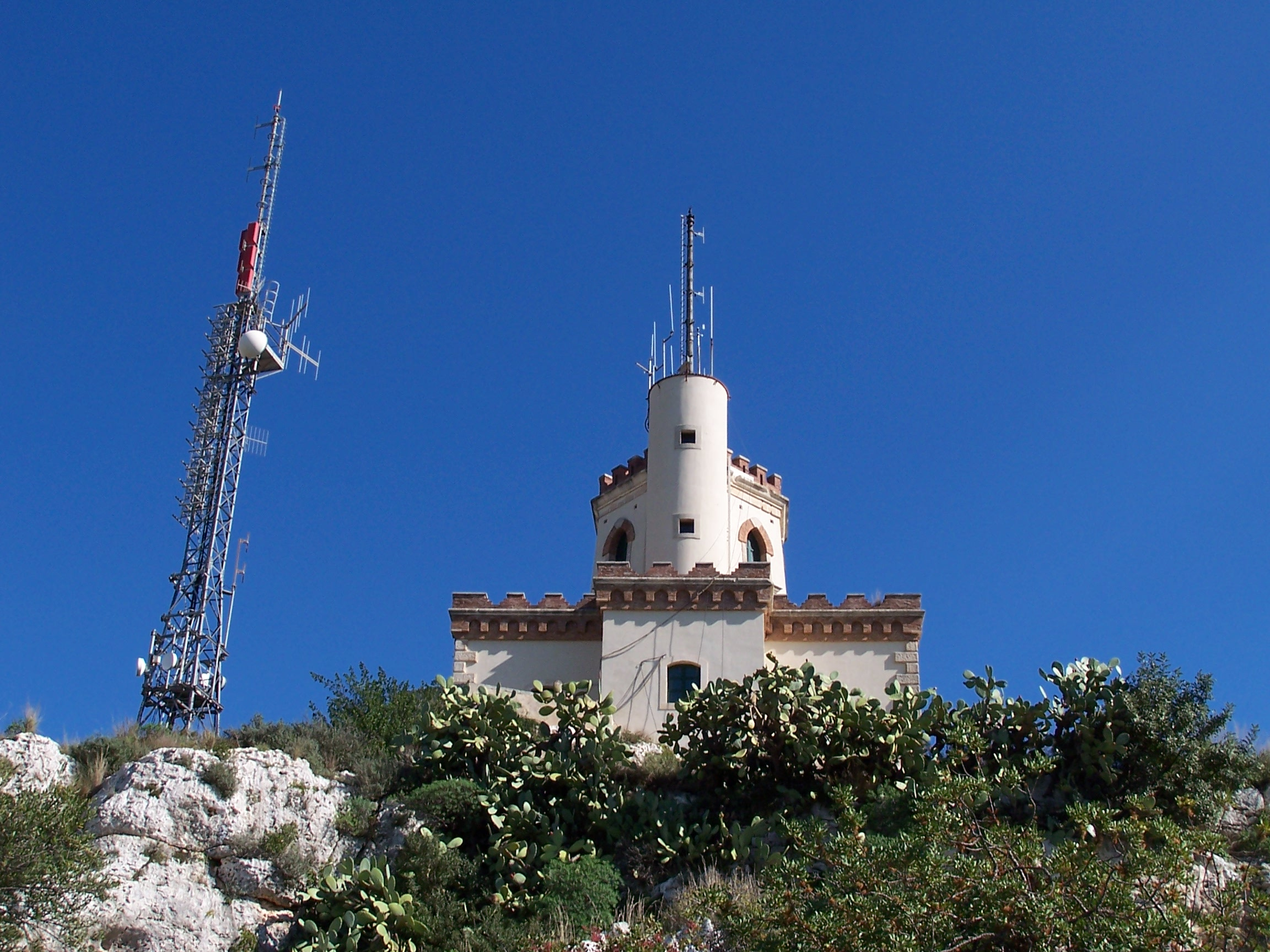
Il "semaforo" di Belvedere.
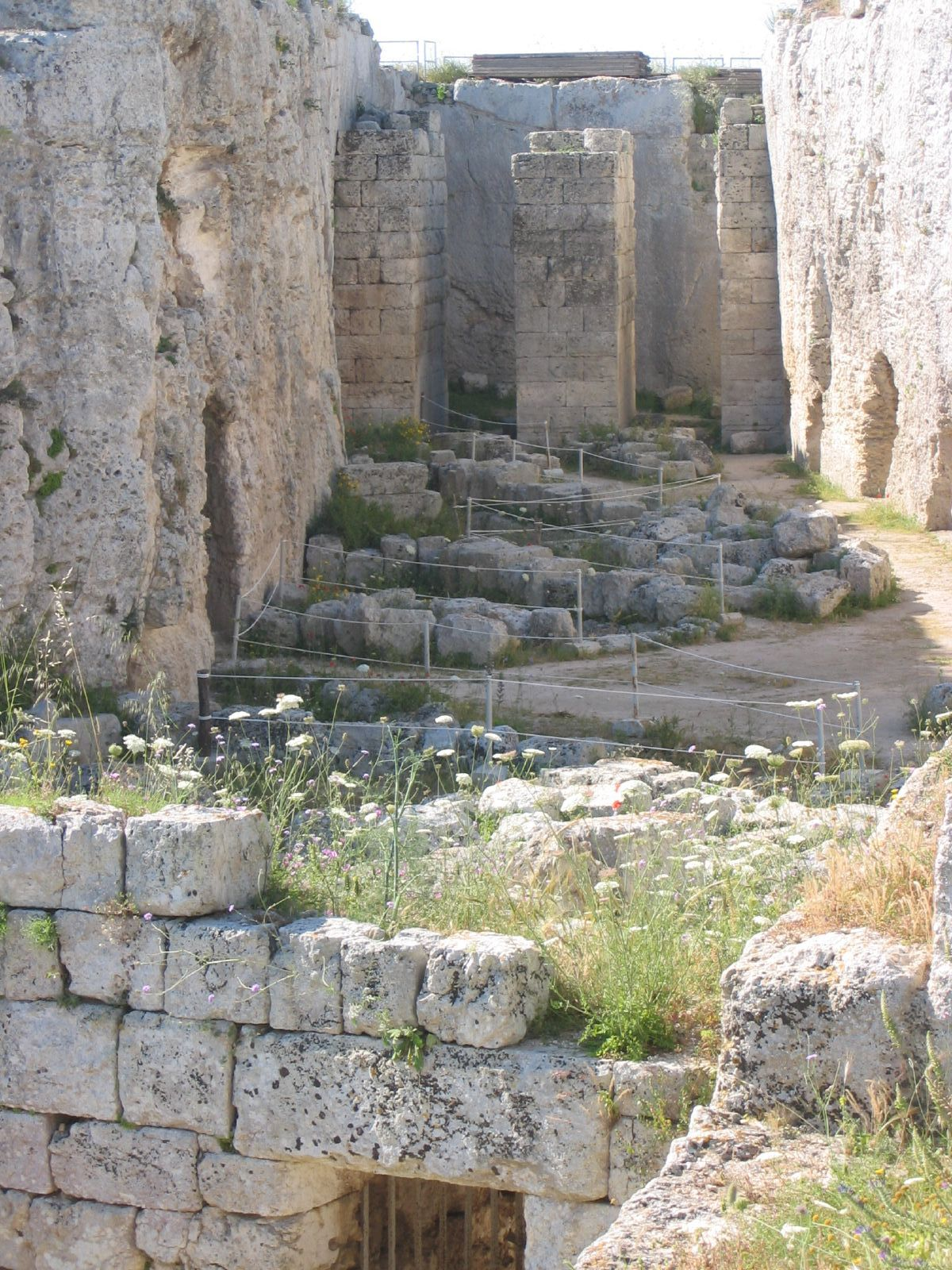
Uno dei fossati del castello Eurialo. Sullo sfondo sono visibili i resti di un ponte levatoio.
Chiesa di S. Maria del Paradiso o di S. Sebastiano
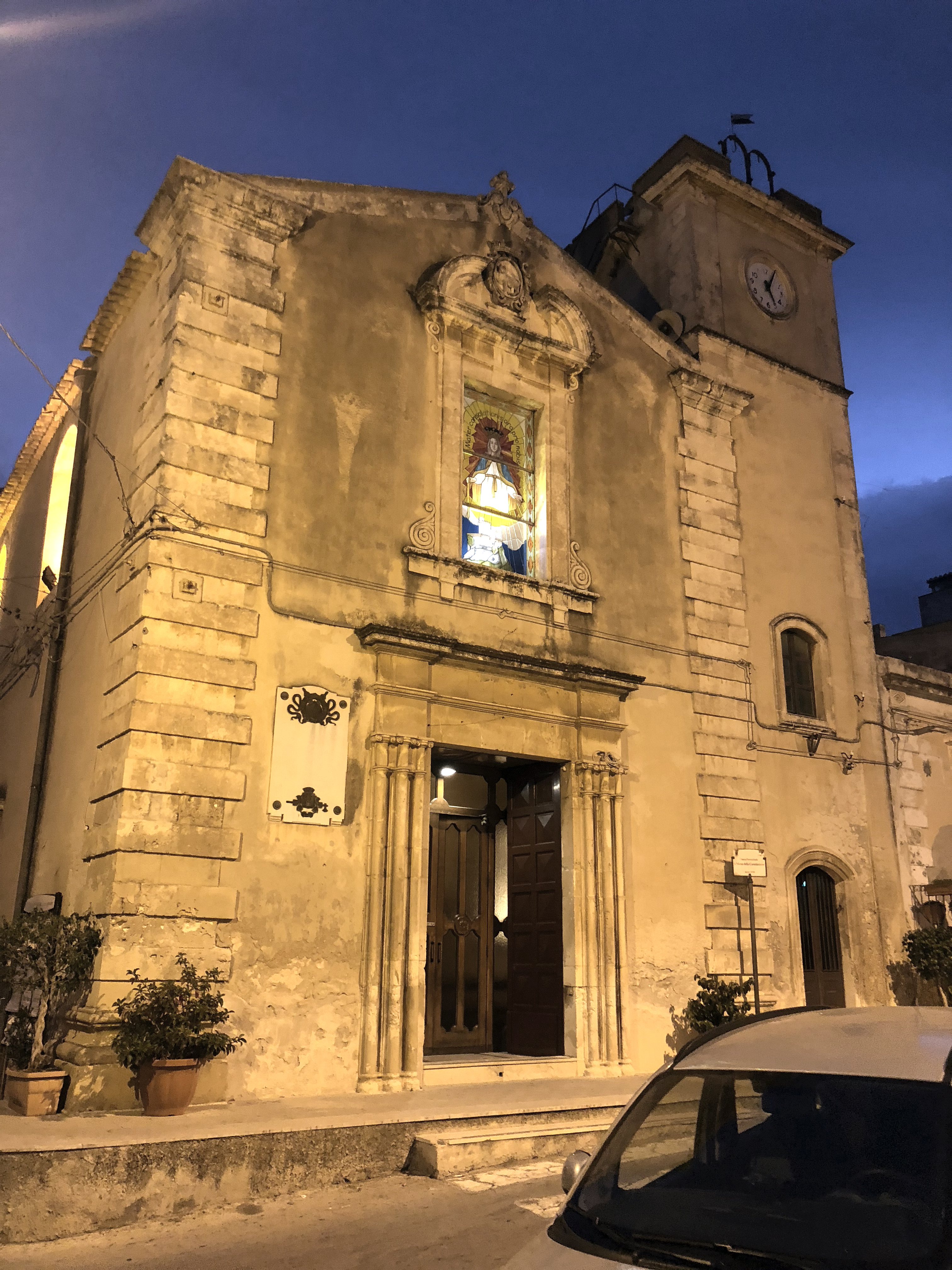
Chiesa S.Maria della Consolazione